# Източна пискуна
Източната пискуна (Arthroleptis xenodactylus) е вид жаба от семейство Arthroleptidae. Видът е уязвим и сериозно застрашен от изчезване.

## Разпространение
Разпространен е в Танзания.

## Описание
Популацията на вида е намаляваща.